# Plogoff, des pierres contre des fusils
Plogoff, des pierres contre des fusils és un pel·lícula documental francesa dirigida per Nicole Le Garrec sobre l'afer de Plogoff, a Finisterre, el 1980, contra l'establiment d'una central nuclear, prop de la Pointe du Raz.
Quaranta anys després dels fets que relata, Plogoff, des pierres contre des fusils va ser seleccionada al 72è Festival Internacional de Cinema de Canes (selecció Cannes Classics, reservada a pel·lícules de patrimoni) després d'haver estat restaurada el mateix any.
La pel·lícula es va publicar en caixa (Llibre + 2 DVD) per Les Mutins de Pangée el novembre 2020, amb un llibre (124 pàgines) amb moltes fotos, prologat per Gérald Duchaussoy (Cannes Classics); altres documentals de Nicole i Félix Le Garrec: Mazoutés aujourd'hui..., La Langue bretonne, Santik Du. També el retrat fet per Philippe Guilloux, "Nicole et Félix". I una entrevista a Le Garrec realitzada l’agost de 2020 per Les Mutins de Pangée.

## Argument
Inicialment venien a donar suport a la població de Plogoff sense càmera, però Nicole i Félix Le Garrec, atesa l'envergadura del moviment i la presència important de la policia, decideix fer una pel·lícula. Nicole Le Garrec és a la direcció, Félix Le Garrec, a la fotografia, i Jakez Bernard al so. El seu projecte original era fer un documental de vint minuts. L'abast de la mobilització dels habitants els convenç ràpidament que cal fer un llargmetratge per testimoniar els fets. Es van quedar al lloc, allotjant-se amb gent local, durant dos mesos.
La parella va haver de vendre terrenys, contractar préstecs i hipotecar la seva casa per pagar els laboratoris. No va rebre cap ajut per produir la seva pel·lícula. Realitzada l'any 1980, havia estat rodada en 16 mm i editada en 35 mm per a l'estrena en cinemes.
Plogoff, des pierres contre des fusils és la primera pel·lícula que, íntegrament dirigida i produïda a la Bretanya, es va beneficiar d'una estrena nacional al cinema.
També és una de les rares pel·lícules sobre el nuclear que s'han estrenat als cinemes, va registrar 250.000 entrades.
El 2018, el Centre national du cinéma va atorgar ajuts selectius per a la restauració de pel·lícules de patrimoni a Plogoff, des pierres contre des fusils, mentre que la Regió Bretanya i la Cinemateca de Bretanya també donen suport a aquesta restauració.
El 2019, la pel·lícula restaurada va ser seleccionada al 72è Festival Internacional de Cinema de Canes (selecció Cannes Classics, reservada a pel·lícules de patrimoni). El 2020, la pel·lícula s'estrenarà als cinemes, per a l'estrena nacional, el 12 de febrer. Totes les previsualitzacions estan exhaurides (Penmarc'h, Quimper, Rennes i París).

## Ressenyes de la premsa
- France Culture, Par les temps qui courent, 13 février 2020. Nicole Le Garrec "ens parla sobre el compromís, de la lluita, sorgeix i ens fa aquesta pregunta: què és lluitar?"[2]

- La Terre au Carré, France Inter. 13 février 2020. Nicole Le Garrec, invitada descoberta.[3]
- Libération, critique de Luc Chessel. 12 février 2020. "Una pel·lícula lluminosa en tots els sentits de la paraula"[4]
- RFI. 12 février 2020 Le papier d’Isabelle Le Gonidec. "Hi ha molta carn, d'humanitat a la història […] També hi ha ràbia."[5]
- Les Inrocks. Quand les Bretons se rebelles.[6]
- Ouest-France, 2 février 2020. Le film d'un combat ressort au cinéma[7]